# Jan Kuraś

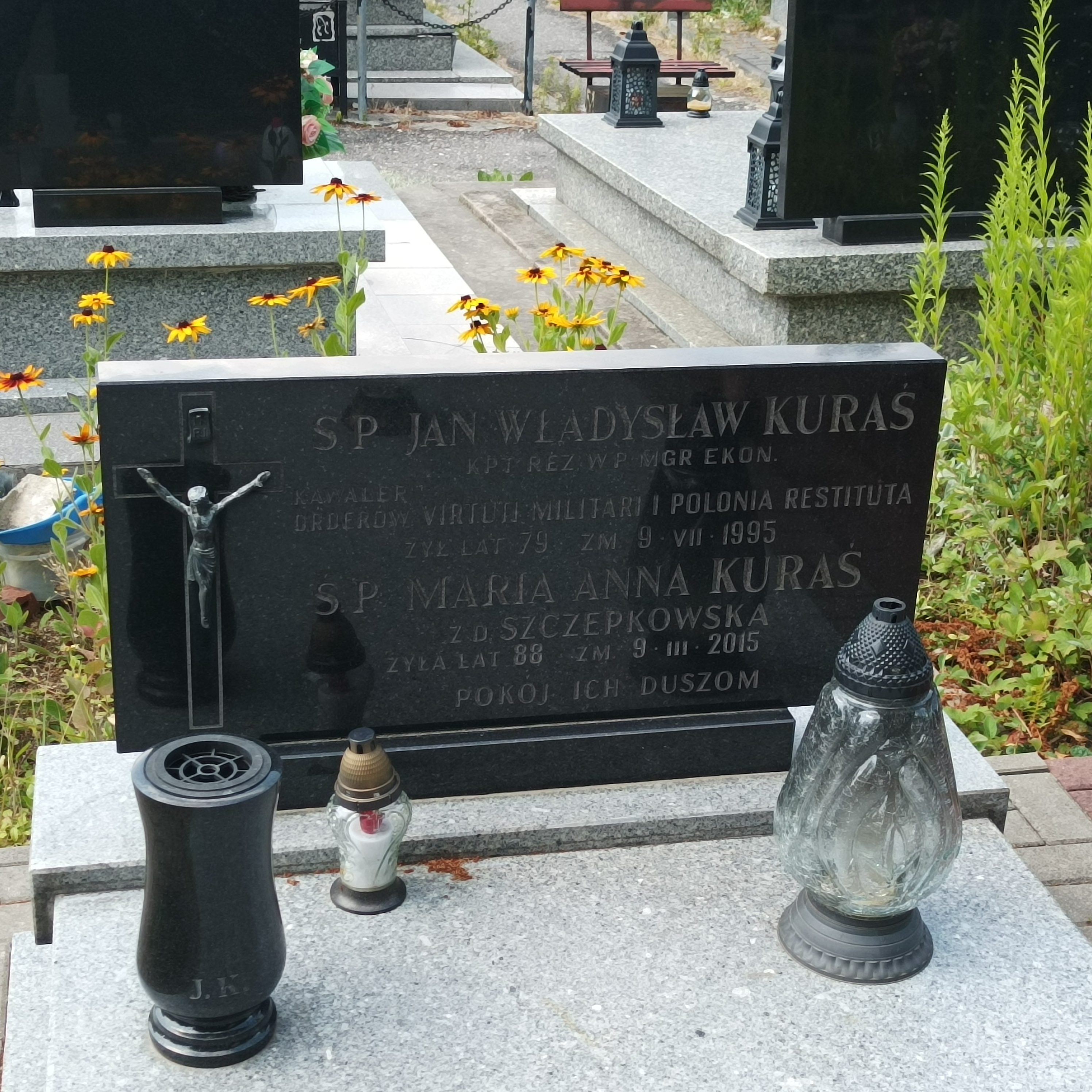
Grób Jana Kurasia na Cmentarzu Komunalnym na Majdanku w Lublinie

Jan Władysław Kuraś (ur. 9 maja 1916 w Wielowsi, zm. 9 lipca 1995 w Lublinie) – podporucznik Wojska Polskiego II RP, kawaler Krzyża Srebrnego Orderu Wojennego Virtuti Militari.

## Życiorys
Urodził się 9 maja 1916 w Wielowsi, w rodzinie Franciszka, rolnika, i Marii z domu Bajcer. Absolwent szkoły powszechnej i gimnazjum humanistycznego w Tarnobrzegu. W sierpniu 1936 rozpoczął kształcenie w Szkole Podchorążych Piechoty w Ostrowi Mazowieckiej–Komorowie. Mianowany podporucznikiem w 1939. Po ogłoszeniu mobilizacji został przydzielony na dowódcę III plutonu w 7 kompanii III batalionu 42 pułku piechoty. 
Uczestnik kampanii wrześniowej na szlaku bojowym swego macierzystego pułku, wchodzącego w skład 18 Dywizji Piechoty. Po bitwie pod Łętownicą dostał się do niemieckiej niewoli (w dniu 13 września 1939), w której początkowo osadzony został w oflagu XVIII A Lienz/Drau, a następnie w oflagu II C Woldenberg. 26 grudnia 1942 uciekł z obozu jenieckiego wraz z dwoma innymi oficerami (kpt. Janem Szatowskim i por. Karolem Żywocińskim). Aresztowany przez Gestapo w okolicach Szamotuł, został po kilku dniach odstawiony do oflagu II C i ukarany dwutygodniowym aresztem. Przeniesiony do oflagu VII A Murnau, z którego został wyzwolony pod koniec kwietnia 1945 przez oddziały amerykańskie. W lipcu tr. zmobilizowany do 2 Korpusu Polskiego i skierowany do 3 Dywizji Strzelców Karpackich z przydziałem na dowódcę plutonu p-panc i moździerzy w kompanii wsparcia 9 bolońskiego Batalionu Strzelców Karpackich. Po ewakuacji korpusu do Anglii, nie wstąpił do Polskiego Korpusu Przysposobienia i Rozmieszczenia i został repatriowany do Polski. 
Rozpoczął studia w poznańskim oddziale szczecińskiej Akademii Handlowej i jednocześnie podjął pracę w budownictwie. Studia I stopnia ukończył w roku 1949, natomiast studia magisterskie (w specjalizacji transport samochodowy budownictwa) zakończył w 1951 w warszawskiej Szkole Głównej Planowania i Statystyki. Uzyskał tytuł magistra ekonomii. W 1972 odznaczono go Krzyżem Srebrnym Orderu Wojennego Virtuti Militari za ucieczkę z oflagu II C Woldenberg. Pozostając w rezerwie został awansowany do rangi kapitana.
W 1951 zawarł związek małżeński z Marią Anną Szczepkowską (1926-2015), z którą miał synów Romana i Macieja. Zmarł w Lublinie i spoczywa razem z żoną na tamtejszym cmentarzu komunalnym na Majdanku (sektor: S2Z4, rząd: 1, grób: 22).

## Ordery i odznaczenia
- Krzyż Srebrny Orderu Wojennego Virtuti Militari
- Krzyż Oficerski Orderu Odrodzenia Polski
- Krzyż Kampanii Wrześniowej
- Medal Komisji Edukacji Narodowej